# Kurt Leucht
Kurt Leucht (Norimberga, 31 marzo 1903 – Norimberga, 2 novembre 1974) è stato un lottatore tedesco, specializzato nella lotta greco-romana.

## Palmarès

### Olimpiadi
- 1 medaglia:
  - 1 oro (Amsterdam 1928 nei pesi gallo)

### Europei
- 1 medaglia:
  - 1 argento (Praga 1931 nei 56 kg)